# Пабло Аймар
Пабло Аймар (ісп. Pablo Aimar, нар. 3 листопада 1979, Ріо-Кварто) — аргентинський футболіст, півзахисник клубу «Бенфіка».
Насамперед відомий виступами за клуби «Рівер Плейт» та «Валенсія», а також національну збірну Аргентини.
Чотириразовий чемпіон Аргентини. Дворазовий чемпіон Іспанії. Чемпіон Португалії. Володар Кубка Лібертадорес. Володар Кубка УЄФА. Володар Суперкубка УЄФА.

## Клубна кар'єра
Вихованець футбольної школи клубу «Рівер Плейт». Дорослу футбольну кар'єру розпочав 1995 року в основній команді того ж клубу, в якій провів шість сезонів, взявши участь у 83 матчах чемпіонату. За цей час чотири рази виборював титул чемпіона Аргентини, ставав володарем Кубка Лібертадорес.
Своєю грою за цю команду привернув увагу представників тренерського штабу клубу «Валенсія», до складу якого приєднався 2001 року. Відіграв за валенсійський клуб наступні п'ять сезонів своєї ігрової кар'єри. Більшість часу, проведеного у складі «Валенсії», був основним гравцем команди. За цей час додав до переліку своїх трофеїв два титули чемпіона Іспанії, ставав володарем Кубка УЄФА, володарем Суперкубка УЄФА.
Протягом 2006—2008 років захищав кольори команди клубу «Реал Сарагоса».
До складу клубу «Бенфіка» приєднався 2008 року. Наразі встиг відіграти за лісабонський клуб 89 матчі в національному чемпіонаті. За цей час додав до переліку своїх трофеїв титул чемпіона Португалії.

## Виступи за збірні
У 1995 році дебютував у складі юнацької збірної Аргентини, взяв участь у 6 іграх на юнацькому рівні, відзначившись 2 забитими голами.
У 1997 році залучався до складу молодіжної збірної Аргентини. На молодіжному рівні зіграв у 7 офіційних матчах, забив 1 гол.
У 1999 році дебютував в офіційних матчах у складі національної збірної Аргентини. Наразі провів у формі головної команди країни 52 матчі, забивши 8 голів.
У складі збірної був учасником чемпіонату світу 2002 року в Японії і Південній Кореї, чемпіонату світу 2006 року у Німеччині.

## Тренерська кар'єра
13 липня 2017 року був призначений головним тренером юнацької збірної Аргентини з футболу (U-17).
17 червня отримав запрошення увійти до тренерського штабу Ліонеля Скалоні, який в той час посів посаду головного тренера вже молодіжної збірної країни (U-20). Аймар запрошення прийняв, але юнацьку збірну не залишив. Втім, молодіжну команду він залишив уже 2 серпня, пропрацювавши в ній всього 16 днів.
Це пов'язано з тим, що Скалоні призначили головним тренером національної збірної Аргентини, і він забрав свій тренерський штаб з собою.
Таким чином, Аймар нині суміщає дві посади, входячи до тренерського штабу Скалоні як асистент головного тренера, паралельно з тим тренуючи юнацьку збірну.

## Статистика виступів

### Статистика клубних виступів
| Сезон                     | Команда                   | Чемпіонат                 | Чемпіонат | Чемпіонат | Національний кубок | Національний кубок | Національний кубок | Континентальні кубки | Континентальні кубки | Континентальні кубки | Інші змагання | Інші змагання | Інші змагання | Усього | Усього |
| Сезон                     | Команда                   | Ліга                      | Ігор      | Голів     | Ліга               | Ігор               | Голів              | Ліга                 | Ігор                 | Голів                | Ліга          | Ігор          | Голів         | Ігор   | Голів  |
| ------------------------- | ------------------------- | ------------------------- | --------- | --------- | ------------------ | ------------------ | ------------------ | -------------------- | -------------------- | -------------------- | ------------- | ------------- | ------------- | ------ | ------ |
| 1995–96                   | «Рівер Плейт»             | ПД                        | 1         | 0         | -                  | -                  | -                  | КЛ                   | -                    | -                    | СКПА          | -             | -             | 1      | 0      |
| 1996–97                   | «Рівер Плейт»             | ПД                        | 0         | 0         | -                  | -                  | -                  | КЛ                   | -                    | -                    | СКПА          | -             | -             | 0      | 0      |
| 1997–98                   | «Рівер Плейт»             | ПД                        | 15        | 4         | -                  | -                  | -                  | КЛ                   | -                    | -                    | СКПА          | -             | -             | 15     | 4      |
| 1998–99                   | «Рівер Плейт»             | ПД                        | 18        | 2         | -                  | -                  | -                  | КЛ                   | -                    | -                    | -             | -             | -             | 18     | 2      |
| 1999–00                   | «Рівер Плейт»             | ПД                        | 32        | 13        | -                  | -                  | -                  | КЛ                   | -                    | -                    | -             | -             | -             | 32     | 13     |
| 2000–01                   | «Рівер Плейт»             | ПД                        | 16        | 2         | -                  | -                  | -                  | КЛ                   | -                    | -                    | -             | -             | -             | 16     | 2      |
| 2015                      | «Рівер Плейт»             | ПД                        | 1         | 0         | -                  | -                  | -                  | КЛ                   | -                    | -                    | -             | -             | -             | 1      | 0      |
| Усього за «Рівер Плейт»   | Усього за «Рівер Плейт»   | Усього за «Рівер Плейт»   | 83        | 21        |                    |                    |                    |                      |                      |                      |               |               |               | 83     | 21     |
| 2001–02                   | «Валенсія»                | ПД                        | 10        | 2         | КІ                 | -                  | -                  | -                    | -                    | -                    | -             | -             | -             | 10     | 2      |
| 2001–02                   | «Валенсія»                | ПД                        | 29        | 4         | КІ                 | -                  | -                  | ?                    | 6                    | 2                    | -             | -             | -             | 35     | 6      |
| 2002–03                   | «Валенсія»                | ПД                        | 31        | 8         | КІ                 | -                  | -                  | ?                    | 11                   | 3                    | -             | -             | -             | 42     | 11     |
| 2003–04                   | «Валенсія»                | ПД                        | 25        | 4         | КІ                 | -                  | -                  | ?                    | 8                    | 0                    | -             | -             | -             | 33     | 4      |
| 2004–05                   | «Валенсія»                | ПД                        | 30        | 4         | КІ                 | -                  | -                  | ?                    | 6                    | 2                    | -             | -             | -             | 36     | 6      |
| 2005–06                   | «Валенсія»                | ПД                        | 32        | 5         | КІ                 | -                  | -                  | -                    | -                    | -                    | -             | -             | -             | 32     | 5      |
| Усього за «Валенсію»      | Усього за «Валенсію»      | Усього за «Валенсію»      | 157       | 27        |                    |                    |                    |                      | 31                   | 7                    |               |               |               | 188    | 34     |
| 2006–07                   | «Реал Сарагоса»           | ПД                        | 31        | 5         | КІ                 | 1                  | 0                  | -                    | -                    | -                    | -             | -             | -             | 32     | 5      |
| 2007–08                   | «Реал Сарагоса»           | ПД                        | 22        | 0         | КІ                 | -                  | -                  | -                    | -                    | -                    | -             | -             | -             | 22     | 0      |
| Усього за «Реал Сарагоса» | Усього за «Реал Сарагоса» | Усього за «Реал Сарагоса» | 53        | 5         | 1                  | 0                  |                    |                      |                      |                      |               |               |               | 54     | 5      |
| 2008–09                   | «Бенфіка»                 | ПЛ                        | 22        | 1         | КП                 | 2                  | 0                  | ?                    | 1                    | 0                    | ?             | 4             | 1             | 29     | 2      |
| 2009–10                   | «Бенфіка»                 | ПЛ                        | 25        | 4         | КП                 | 0                  | 0                  | ?                    | 11                   | 1                    | ?             | 4             | 0             | 40     | 5      |
| 2010–11                   | «Бенфіка»                 | ПЛ                        | 23        | 5         | КП                 | 5                  | 1                  | ?                    | 7                    | 0                    | ?             | 3             | 0             | 35     | 6      |
| 2011–12                   | «Бенфіка»                 | ПЛ                        | 3         | 0         | КП                 | 0                  | 0                  | ?                    | 0                    | 0                    | ?             | 0             | 0             | 3      | 0      |
| Усього за «Бенфіку»       | Усього за «Бенфіку»       | Усього за «Бенфіку»       | 73        | 10        |                    | 7                  | 1                  |                      | 19                   | 1                    |               | 11            | 1             | 109    | 14     |
| Усього за кар'єру         | Усього за кар'єру         | Усього за кар'єру         | 362       | 62        |                    | 8                  | 1                  |                      | 50                   | 8                    |               | 11            | 1             | 406    | 72     |

## Титули і досягнення
Гравець
- Чемпіон світу (U-20): 1997
- Чемпіон Південної Америки (U-20): 1997, 1999
- Чемпіон Аргентини (4):

Рівер Плейт: 1996-97, 1997-98, 1999-00, 2000-01
- Чемпіон Іспанії (2):

Валенсія: 2001–02, 2003–04
- Чемпіон Португалії (2):

Бенфіка: 2009–10
- Володар Кубка португальської ліги (4):

«Бенфіка»: 2008–09, 2009–10, 2010–11, 2011–12
- Володар Кубка Лібертадорес (1):

Рівер Плейт: 1996
- Володар Кубка УЄФА (1):

Валенсія: 2003–04
- Володар Суперкубка УЄФА (1):

Валенсія: 2004
- Срібний призер Кубка Америки: 2007

Тренер
- Чемпіон Південної Америки (U-17): 2019